# Датем-дель-Мараньон
Датем-дель-Мараньон (исп. Provincia del Datem del Marañón) — одна из 7 провинций перуанского региона Лорето. Расположена на северо-востоке страны. Площадь составляет 46 620 км². Население на 2007 год — 49 571 человек; плотность населения — 1,06 чел/км². Граничит с провинциями Лорето (на северо-востоке) и Альто-Амасонас (на востоке), регионами Сан-Мартин (на юге) и Амасонас (на западе), а также с Эквадором (на севере). Столица — город Сан-Лоренсо.

## История
Провинция была создана 2 августа 2005 года законом № 28593.

## Административное деление
В административном отношении делится на 6 районов:
- Барранка
- Кауапанас
- Мансериче
- Морона
- Пастаса
- Андоас